# 김수봉
김수봉(1960년~)은 물리학자이자, 교수이다.

## 중성미자 변환과 질량에 관한 연구
- 초신성 폭발의 중성미자 최초 관측 (1987)
- 태양중성미자의 실시간으로 방향과 에너지를 측정 (1989)
- 대기중성미자의 변환 발견 (1998)
- 태양중성미자와 대기중성미자의 변환 현상 관측 (1995～)
- 가속기로 만든 중성미자 빔으로 중성미자 변환을 관측하고 중성미자의 질량 존재를 확고히 규명 (1998～2005)
- 미 측정됐던 중성미자 변환상수 발견을 위해 세종대학교 김영덕교수 등과 함께 원전중성미자실험(영어: Reactor Experiment for Neutrino Oscillations, 줄여서 RENO))을 시작하여 한빛원자력발전소(옛이름: 영광원자력발전소) 부근에 국내 최초의 중성미자 검출시설을 성공적 구축한 뒤 실험 수행 중 (2006～ ).
- 2013년 4월 3일 원전중성미자실험에서 중성미자 3번째 섞임각을 측정하였다고 발표[1]

## 톱쿼크 발견과 질량 측정에 관한 연구
- 톱쿼크 질량 측정 (1995)
- 톱쿼크 발견 (1995)

## 과거부터 현재까지 참여 실험
- KAMIOKANDE (일본어)
- CDF (Collider Detector at Fermilab) (영어)
- 슈퍼 카미오칸데 실험
- K2K 실험 (영어)
- T2K 실험 (영어)
- 원전중성미자실험

## 특징
- 총 연구논문 편수 및 인용회수: 총 500 여편 / 약 25,000 여회의 인용회수
- 인용회수 100회가 넘는 논문 39편(2000회 이상 1편, 500회 이상 7편, 300회 이상 10편, 100회 이상 21편)으로 국제학계에서 인정받는 연구업적 다수 보유
- ISI에서 모든 학문분야의 HCR(Highly Cited Researchers) 세계 5,000인에 선정되었음.